# Edward Galvin
Edward J. Galvin SSCME (* 23. November 1882 in Newcestown, County Cork, Irland; † 23. Februar 1956) war ein römisch-katholischer Bischof und Missionar.

## Biografie

### Frühe Jahre und erste Reise nach China
Galvin wurde 1882 am 23. November, dem Gedenktag des Heiligen Columban von Luxeuil, in Newcestown geboren. Er besuchte das Priesterseminar in Maynooth und empfing am 20. Juni 1909 die Priesterweihe. Nach seiner Priesterweihe bat Galvin den Bischof von Cork, ihn temporär in ein anderes Bistum zu schicken, bis im Bistum Cork ein pastoraler Posten für ihn vakant wäre. So wurde Galvin nun in das Bistum Brooklyn geschickt und traf dort eher zufällig Pater Fraser, der gerade aus China zurückkehrte. Durch Gespräche mit Fraser wurde Galvin klar, dass er selbst ebenfalls nach China reisen musste, und so machte er sich einige Monate später (1912) auf den Weg. Dort angekommen, war Galvin geschockt von der Armut, die er in der Provinz Chekiang sah. Dies veranlasste ihn über seine zukünftige Missionsarbeit in China nachzudenken. 1915 schlossen sich ihm zwei weitere Priester an, Patrick O’Reilly und Joseph O’Leary. Sie schlugen Galvin vor, er solle nach Irland zurückkehren und dort eine Missionsgesellschaft für China organisieren. Galvin war zuerst skeptisch und hielt sich für ungeeignet, diese Aufgabe in Angriff zu nehmen. Schließlich stimmte er jedoch zu. Auf seiner Reise nach Irland machte er einen kurzen Zwischenstopp in Chicago und traf dort auf Erzbischof George Mundelein, der ihm seine Unterstützung zusagte. 

### Gründung der neuen Missionsgesellschaft
Im August 1916 erreichte Galvin schließlich Dublin, sieben Jahre nachdem er Irland verlassen hatte. Bis Oktober schlossen sich weitere drei Priester dem Vorhaben an, unter ihnen war auch der Theologieprofessor John Blowick. Blowick war es auch, der den irischen Bischöfen ihr Vorhaben unterbreitete. Am 11. Oktober war es dann so weit, die Bischöfe gaben ihre Zustimmung für die neue Missionsgesellschaft. Zuerst unter dem Namen The Maynooth Mission to China bekannt, wurde die Gemeinschaft später Missionary Society of St. Columban genannt, nach dem Heiligen Columban von Luxeuil, an dessen Gedenktag Galvin geboren war und der auch Missionar war. Im Laufe der Zeit nahm die neue Missionsgesellschaft nun immer mehr Gestalt an, neue Mitglieder kamen, Gelder wurden gesammelt, Papst Benedikt XV. gab seine Zustimmung und in Dalgan Park, Galway wurde ein erstes Seminar für die neue Gemeinschaft gefunden. 

### Missionstätigkeit in China
Im Jahr 1920 gehörten der Missionsgesellschaft 40 Priester an und die ersten Missionare, unter ihnen auch Galvin, machten sich auf den Weg nach China, wo die Missionsgesellschaft im Gebiet um Hanyang tätig wurde. In diesem Gebiet hatte die chinesische Zentralregierung kaum Einfluss und lokale Warlords bekämpften sich gegenseitig. Ab 1925 kam es zunehmend zu Übergriffen auf christliche Priester und Nonnen. 
Im Zuge dieser Ereignisse wurde die Apostolische Präfektur Hanyang zum Apostolischen Vikariat erhoben und Galvin, der bereits seit 1924 Apostolischer Präfekt war, wurde zum Apostolischen Vikar sowie zum Titularbischof von Myrina ernannt. November 1927 erfolgte seine Amtseinführung. Die folgenden Jahre waren geprägt mit der Auseinandersetzung mit den kommunistischen Kräften in Hanyang und Nancheng, dem neuesten Missionsgebiet der Gesellschaft. Als es 1931 zu einer verheerenden Flut kam, die schlimmste seit 60 Jahren, bei der zwei Drittel des apostolischen Vikariats überschwemmt wurden, gewann Galvin viel Ansehen in der Bevölkerung durch sein couragiertes Handeln. So erlebte die Missionsgesellschaft nach dem Wiederaufbau und der Beseitigung der Flutschäden eine neue Blüte. Dies sollte jedoch 1937 enden, als der Zweite Japanisch-Chinesische Krieg begann, in dessen Verlauf auch Hanyang besetzt wurde. Galvin sah seine Aufgabe nun darin, der notleidenden Bevölkerung zu helfen. Nach dem Abzug der Japaner kehrte kurz Ruhe in das Missionsgebiet ein. Das Apostolische Vikariat wurde 1946 zum Bistum erhoben und Galvin wurde Bischof von Hanyang.
1949 fiel Hanyang an die Kommunisten, was das Ende der Chinamission der Missionary Society of St. Columban einläuten sollte. Am 17. September 1952 wurde Bischof Galvin, von sieben Polizisten eskortiert, des Landes verwiesen und in einen Zug nach Hongkong gesetzt.

### Letzte Jahre und Tod
Als ein Arzt in Los Angeles bei Galvin Leukämie diagnostizierte, kehrte er im Mai 1954 nach Irland zurück. Dort starb er am 23. Februar 1956 in Dalgan Park.